# Jerónimo de Sosa
Jerónimo de Sosa va ser frare franciscà i conegut genealogista espanyol del segle xvii. El 1676 va desenvolupar el mètode de numeració dels avantpassats en una genealogia ascendent. Actualment aquest mètode és conegut com a sistema Ahnentafel, o sistema de numeració de Sosa-Stradonitz, a partir de la millora introduïda el 1898 pel genealogista alemany Stephan Kekulé von Stradonitz (1863-1933), que el va popularitzar al seu llibre Ahnentafel-Atlas. Ahnentafeln zu 32 Ahnen der Regenten Europas und ihrer Gemahlinnen (Berlín : J. A. Stargardt, 1898-1904), que contenia 79 taules d'ascendència de sobirans europeus i els seus cònjuges.
Fra Jerónimo de Sosa va ser lector de teologia al Reial Convent de Santa Maria la Nova de Nàpols. El 1676, a la seva obra genealògica Noticia de la Gran Casa de los marqueses de Villafranca va desenvolupar el mètode de numeració d'ancestres usat per primer cop pel noble austríac Michel Eyzinger el 1590.